# Agamé
Agamé é um arrondissement no departamento de Mono do Benim. É uma divisão administrativa sob a jurisdição da comuna de Lokossa. De acordo com o censo populacional realizado pelo Institut National de la Statistique Benin em 15 de Fevereiro de 2002, o distrito tinha uma população total de 11.465 pessoas.